# Minna Cammarano
Maria Luisa Cammarano (Napoli, 19 aprile 1931 – Ferrara, 22 maggio 2009) è stata una pittrice italiana.

## Biografia
Figlia del chirurgo napoletano Pasquale Cammarano e di Elena Ciamarra.
Anche il fratello Leonardo, nato a Napoli il 2 febbraio 1930, fu pittore ma principalmente traduttore e scrittore.

### Formazione artistica
Maria Luisa Cammarano, conosciuta come Minna, dopo svariati viaggi con la madre, approdò a Parigi negli anni Cinquanta dove per ogni estate dal 1955 al 1960 frequentò le lezioni private tenute da André Lhote, maestro anche di Tamara de Lempicka e di Henri Cartier-Bresson, alla scuola di Montparnasse. La giovane pittrice partenopea cercò di imitare il maestro, di formazione cézanniana, all'epoca ancora legato agli stilemi del Cubismo di cui cercava di saldare il rigore costruttivo e geometrico alla pittura figurativa più tradizionale: tale influenza si può notare nella Leda del 1955-1957 circa, citazione delle statue michelangiolesche, soprattutto de La Notte, presenti nelle Cappelle medicee miscelata alle suggestioni della pittura cubista, nonché rifacendosi anche al disperso dipinto del Buonarroti destinato alla Corte estense, raffigurante la Leda e il cigno.
Nel secondo dopoguerra, Minna ed il fratello, accompagnati dalla madre, frequentarono il fervente mondo parigino dell’arte, dove conobbero alcuni dei  maestri che segneranno le loro vite artistiche, tra cui Raymond Duncan, fratello della celebre danzatrice Isadora, straordinario e eccentrico personaggio, gallerista (fece esporre sia Minna che la madre) e ballerino a sua volta.
Dopo ulteriori studi a Salisburgo alla Internationale Sommerakademie fur Bildende Kunst di Kokoschka, per un mese all'anno dal 1961 al 1969, fu influenzata anche da lui come da altre ispirazioni quali Gauguin, van Gogh, Cèzanne, i Fauves e gli espressionisti tedeschi, trasfigurandone i modi pittorici nel corso della sua lunga produzione artistica.
In uno dei molteplici viaggi fatti con la madre, la Cammarano approdò a Ferrara, rimanendo colpita dal fascino della città estense, condizionando poi il futuro marito Ermanno Pinto, anch'esso pittore ma dilettante, nella scelta di Ferrara tra le ipotesi di trasferimento dovute al lavoro di lui: vissero dapprima in albergo e poi in affitto dal 1894 al 1987, anno in cui si sposarono, per poi trasferirsi ad inizio 1987 nella casa a palazzo Hirsch in Corso Porta Mare, di fronte al Museo Giovanni Boldini, nella quale la pittrice rimase fino alla morte, facendola divenire nel frattempo un'abitazione-studio.
Fu incline al lessico simbolista nei ritratti dedicati a Poe e Verlaine, i suoi poeti preferiti, mentre il taglio aristocratico di altre opere deriva presumibilmente dallo stile della madre Elena Ciamarra Cammarano, anch'essa pittrice nonché musicista; in altre creazioni, di nuovo come avvenne per la madre, il taglio è maggiormente influenzato da una componente spiritualistica ed esoterica. Nei dipinti dedicati a persone a lei care, Minna si affida alla memoria e all'intimismo, come in Ricordando mia Madre e Ritratto di Ermanno Pinto con il bavero rialzato. Nei Paesaggi, invece, il tratto è più romantico, come in Caldo tramonto molisano.

## Esposizioni
Oltre a diverse mostre svoltesi a Salisburgo e Ferrara (1991 e 1993) ed altre a Firenze, Montecarlo, Santa Margherita Ligure (1958) e Milano (dove nel 1961 una sua opera fu accettata alla "Permanente"), si ricordano le personali a Parigi (1959, Galleria "Akademia"), Parma (1967, grazie a Luigi Magnani), Roma (dal 6 al 16 novembre 1968) e Copparo (dicembre 1999).
A Ferrara, vinse il I° premio per la pittura ad olio durante un'esposizione alla Galleria C.A.F..
Sue opere sono conservate in collezioni private a Napoli, Ferrara, Bari, Roma, Copparo e Los Angeles e Londra.

## Altre opere
- Interno per Baby Jane, 1963 ca.
- Schubert, op. 14 La Morte e la Fanciulla
- La scuola di Kokoschka (titolo attribuito)[4]
- La strega